# Poolparelmoervlinder
De poolparelmoervlinder (Boloria polaris) is een vlinder uit de familie Nymphalidae (vossen, parelmoervlinders en weerschijnvlinders).

## Verspreiding
De soort heeft een klein verspreidingsgebied in uiterste het noorden van Scandinavië en komt voor in het noorden van Noorwegen, Finland en zeer zeldzaam in Zweden. Buiten Europa komt de soort in Noord-Amerika voor, in het noordoosten van Alaska, in het noorden van Canada en op Groenland. Op het Canadese eiland Ellesmere is het een van de zes vlindersoorten die er voorkomen. In Rusland komt de soort voor in het noordoosten tot Siberië, Tsjoekotka, Nova Zembla en op Wrangel.

## Levenswijze
De precieze waardplant is onbekend, maar in Canada zijn rupsen gevonden op rijsbes (Vaccinium uliginosum) en Dryas-soorten. De rupsen groeien langzaam en de ontwikkeling van ei tot vlinder duurt twee jaar. Rupsen overwinteren eenmaal als ze net uit het ei komen en nogmaals in het vierde stadium. Op de meeste plaatsen komt de soort elk jaar voor, maar doordat de soort er twee jaar over doet zich tot vlinder te ontwikkelen komt de soort op sommige plaatsen om het jaar voor. Zo wordt de poolparelmoervlinder bij Churchill in het Canadese Manitoba alleen in oneven jaren gezien. De vlinders vliegen zigzaggend, laag over de toendra, maar rust ook vaak in de zon om op te warmen.
De vliegtijd is van eind juni tot begin augustus.

## Biotoop
De vlinder leeft op open toendra's met lage vegetatie en rotsen

## Ondersoorten
Van de poolparelmoervlinder zijn inclusief de nominaat drie ondersoorten bekend:
- Boloria polaris erda komt voor in Centraal- en Oost-Siberië.
- Boloria polaris kurentzovi wordt gevonden op het schiereiland Tsjoekotka en Wrangel-Eiland in Siberië.
- Boloria polaris polaris wordt gevonden in het noorden van Scandinavië, op Groenland en in Noord-Amerika.